# Dwór w Gulczewku
Dwór w Gulczewku – dwór znajdujący się w powiecie wrzesińskim w woj. wielkopolskim. Zbudowany na pocz. XX w. Budynek parterowy, z piętrem ukrytym w mansardowym dachu i z piętrowym ryzalitem na osi zwieńczonym trójkątnym frontonem.

## Galeria

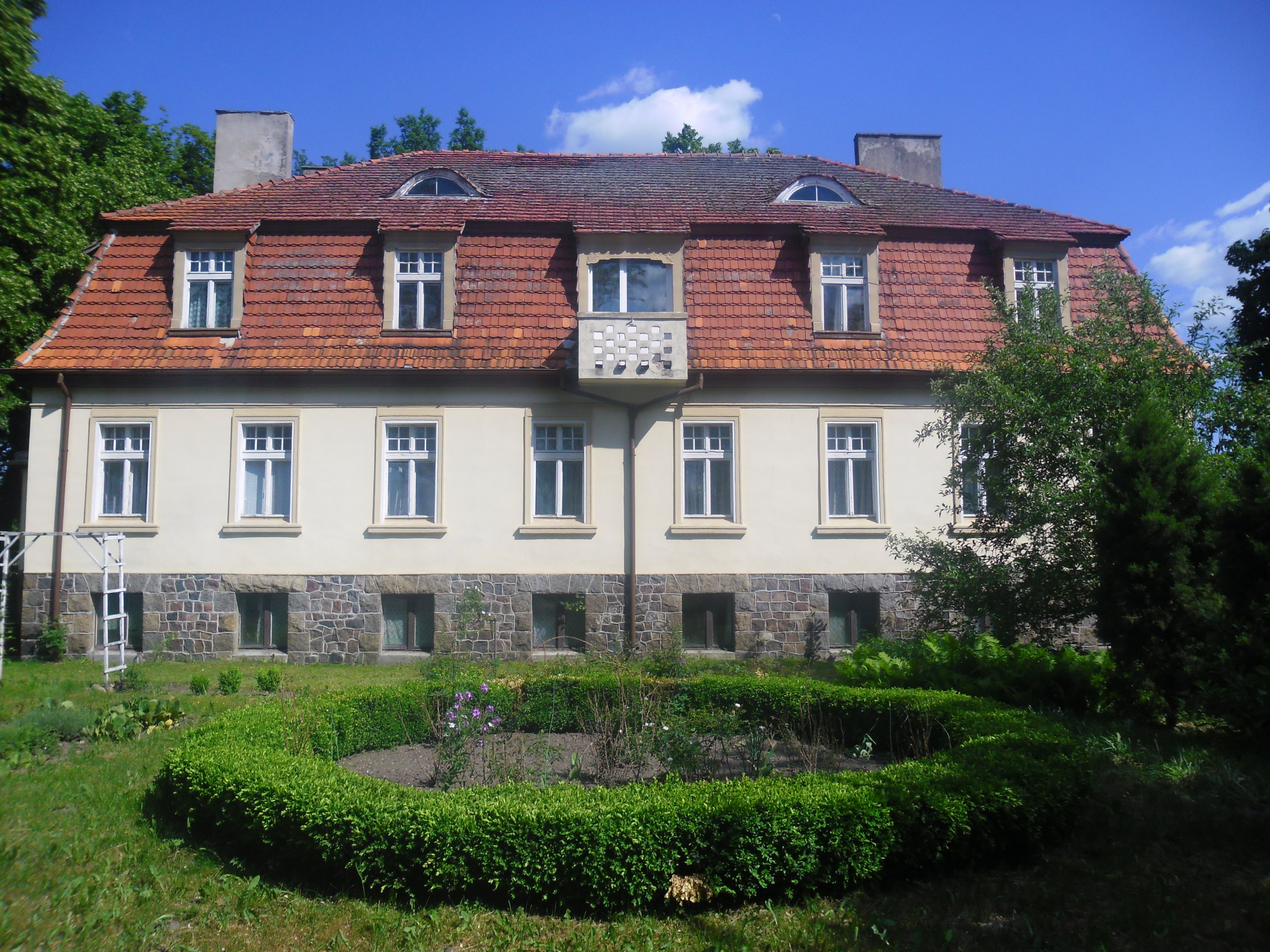
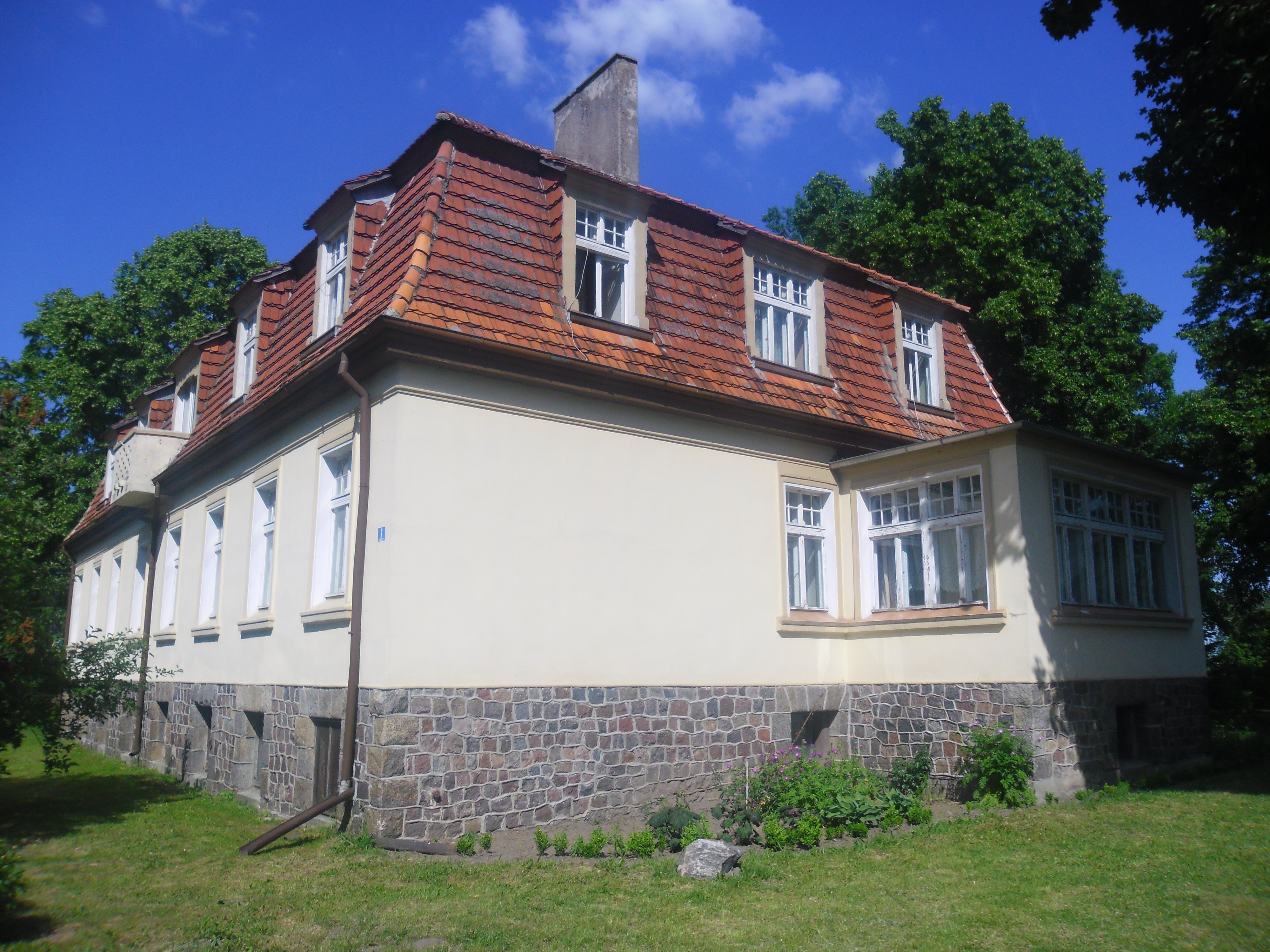
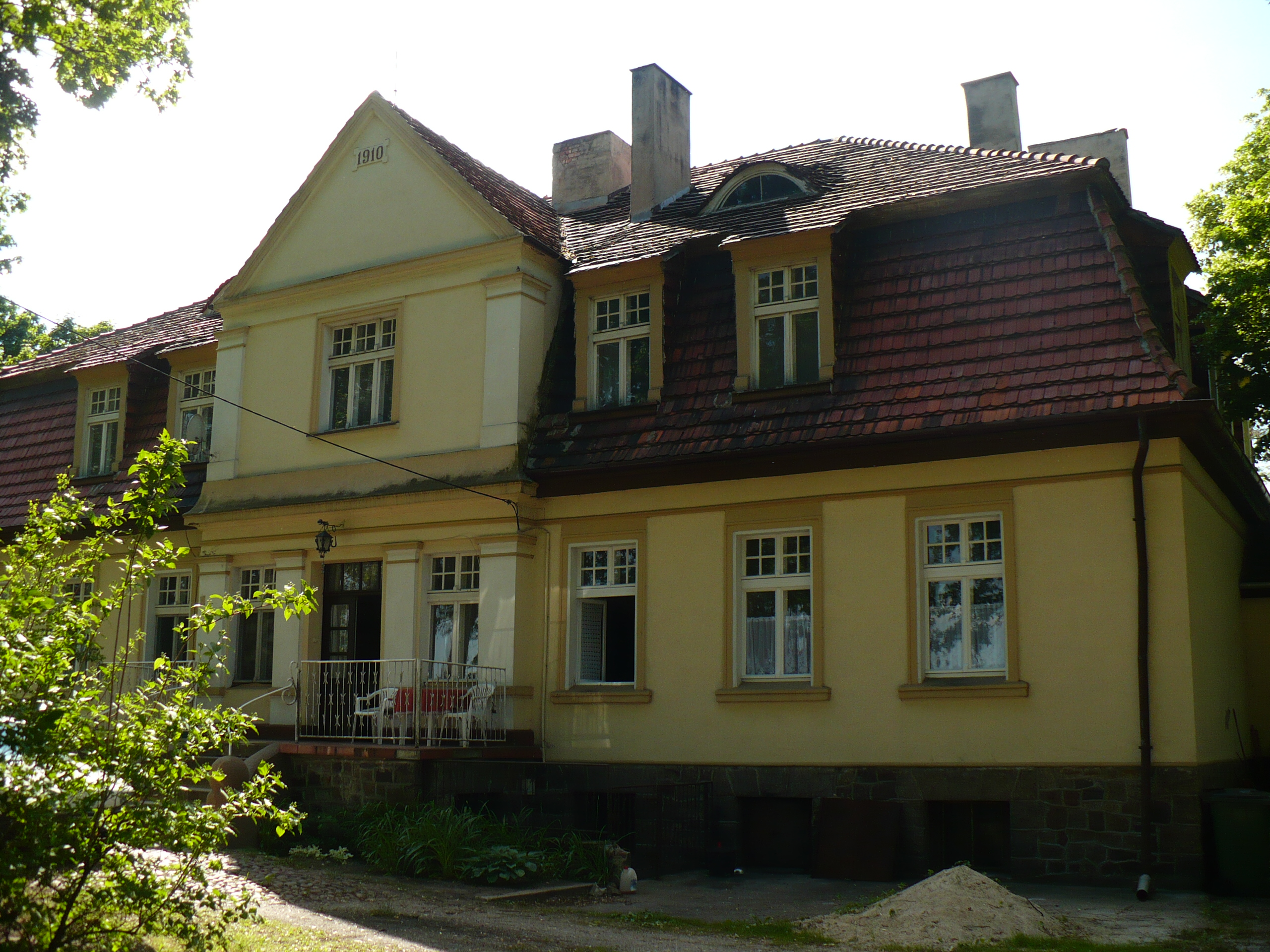
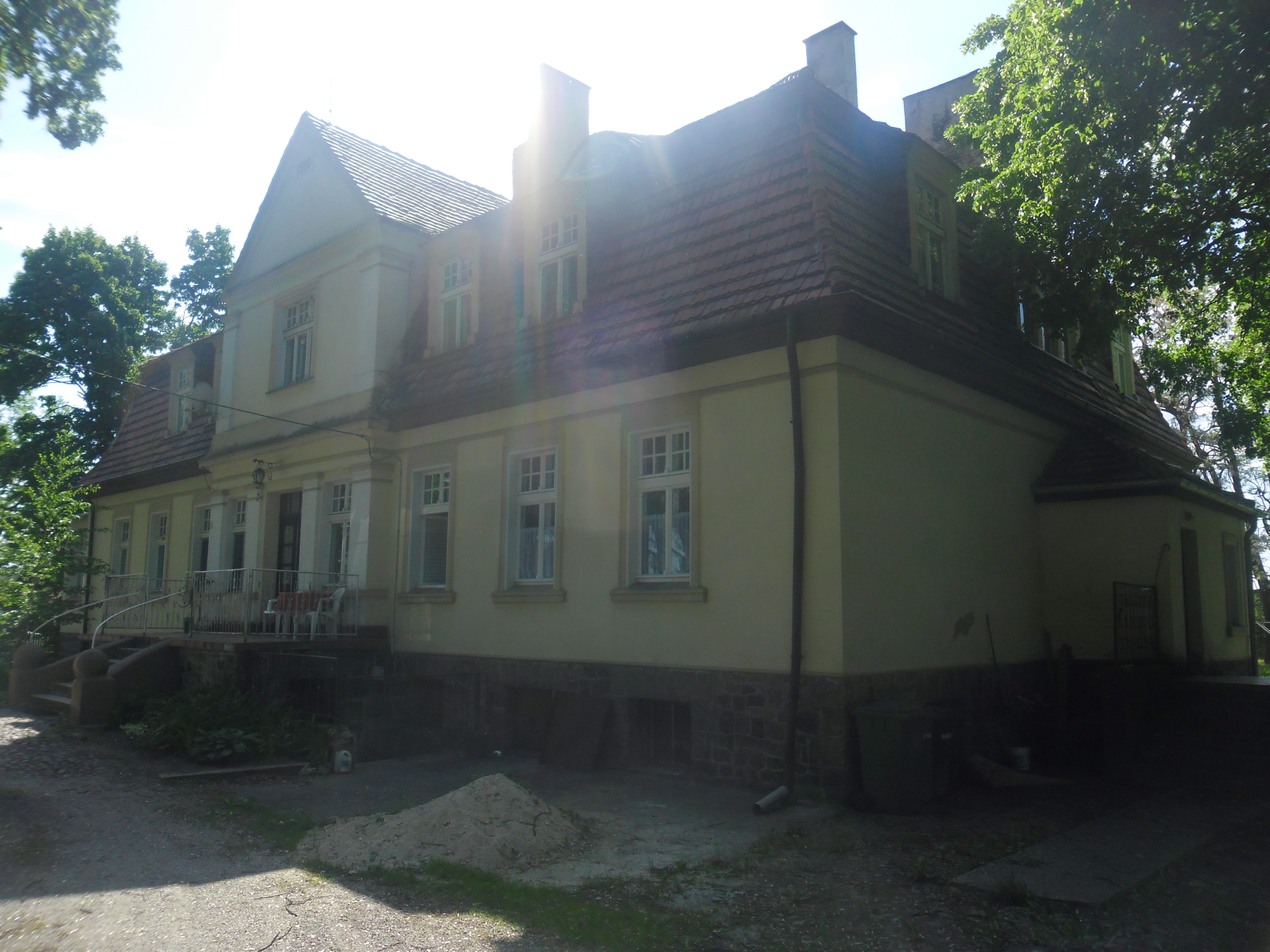